# Rumänien i Eurovision Song Contest 2011
Rumänien kommer att delta i Eurovision Song Contest 2011 i Düsseldorf, Tyskland. Bidraget valdes genom den direktsända nationella finalen Selecţia Naţională 2011 arrangerad av Rumäniens nationella tv-bolag, Televiziunea Română (TVR).

## Tävlingsupplägg
Den 1 oktober 2010 meddelade TVR att den nationella finalen kom att äga rum på nyårsafton (31 december 2010). 13 deltagare tävlade i en TV-sänd final. Senast den 5 november 2010 skulle bidragen varit inskickade till TVR. Den 15 november presenterade TVR de 13 deltagande bidragen med egenproducerade videor till varje bidrag. Vinnaren av tävlingen utsågs genom en kombination av jury- och telefonröstning. Johnny Logan var juryns ordförande. Paula Seling och Ovidiu Cernăuțeanu (Rumäniens representanter i tävlingen 2010) stod för värdskapet under finalen. 

### Låtskrivarpris
Den vinnande kompositören tilldelades en BMW 3-serie (E90) Det blev den andra gången som den vinnande kompositören belönades med en bil. De tidigare Eurovision-vinnarna Johnny Logan och Niamh Kavanagh gästade finalen. Även Maltas Chiara Siracusa uppträdde vid finalen.

## Finalen
Vid en presskonferens den 13 oktober 2010 avslöjade TVR de 13 finalisterna Dragningen av startordningen ägde rum vid Marina Almasan-Socacius TV-show, Ne vedem la TVR!, den 20 november Efter att jury- och telefonrösterna räknats ihop stod bandet Hotel FM med låten "Change" som slutgiltig segrare.
| Nr | Artist                                  | Låt                           | Musik (m) / Text (t)                                                                                                  | Poäng (tele) | Poäng (jury) | Poäng (totalt) | Plats |
| -- | --------------------------------------- | ----------------------------- | --- | ------------ | ------------ | -------------- | ----- |
| 1  | Adi Cristescu                           | "One by One"                  | Adrian Cristescu (m & t)                                                                                              | 2            | 2            | 4              | 8     |
| 2  | Dalma                                   | "Song for Him"                | Liviu Elekes (m) / Roxana Elekes (t)                                                                                  | 0            | 3            | 3              | 10    |
| 3  | Leticia                                 | "Dreaming of You"             | Radu Bolţea (m & t), Sebastian Barac (m & t), Marcel Botezan (m & t)                                                  | 4            | 6            | 10             | 6     |
| 4  | Silvia Ștefănescu                       | "I Can't Breathe Without You" | Elvin Dandel (m & t)                                                                                                  | 1            | 1            | 2              | 11    |
| 5  | Blaxy Girls                             | "It's So Fine"                | Costi Ioniţă (m) / Rucsandra Iliescu (t)                                                                              | 6            | 0            | 6              | 7     |
| 6  | Claudia Pavel                           | "I Want U to Want Me"         | Andrei Filip (m & t) , Pontus Assarsson (m & t), Tobias Lundgren (m & t), Johan Fransson (m & t), Tim Larsson (m & t) | 3            | 0            | 3              |       |
| 7  | Laurențiu Cazan                         | "We Can Change The World"     | Laurenţiu Cazan (m & t)                                                                                               | 5            | 7            | 12             | 5     |
| 8  | Dan Helciug                             | "My Facebook Girl"            | Dan Helciug (m & t)                                                                                                   | 0            | 4            | 4              | 9     |
| 9  | Distinto, Ianna & Anthony Icuagu        | "Open Your Eyes"              | Cristian Faur (m & t)                                                                                                 | 12           | 5            | 17             | 2     |
| 10 | Direcția 5                              | "Cinema Love"                 | Marian Ionescu (m) / Andrei Haţegan (t)                                                                               | 7            | 10           | 17             | 3     |
| 11 | Rallsa                                  | "Take me down"                | Berehoi Alexandru (m & l), Sergiu Gelu Ene (m & t)                                                                    | 0            | 0            | 0              | 12    |
| 12 | Hotel FM                                | "Change"                      | Gabriel Băruţă (m & l) / Alexandra Ivan (t)                                                                           | 10           | 12           | 22             | 1     |
| 13 | Mihai Alexandru featuring B-Body & Soul | "Bang Bang"                   | Mihai Alexandru (m) / Japhet Niven (t)                                                                                | 8            | 8            | 16             | 4     |

### Fotnoter
1. ↑  http://www.esctoday.com/news/read/16157
2. ↑  http://www.oikotimes.com/v2/index.php?file=articles&id=8890
3. ↑  ”Arkiverade kopian”. Arkiverad från originalet den 28 januari 2011. https://web.archive.org/web/20110128022905/http://escdaily.com/articles/3724. Läst 1 oktober 2010.
4. 1 2  ”Arkiverade kopian”. Arkiverad från originalet den 8 december 2010. https://web.archive.org/web/20101208210734/http://www.esctoday.com/news/read/16309. Läst 19 januari 2011.
5. ↑  ”Arkiverade kopian”. Arkiverad från originalet den 19 oktober 2010. https://web.archive.org/web/20101019030840/http://www.esctoday.com/news/read/16174. Läst 17 oktober 2010.
6. ↑  http://www.eurovision.tv/page/news?id=20723&_t=Romanian+lineup+revealed+on+15+November
7. ↑  http://www.esctoday.com/news/read/16227
8. ↑  ”Arkiverade kopian”. Arkiverad från originalet den 21 november 2010. https://web.archive.org/web/20101121124746/http://esctoday.com/news/read/16249. Läst 20 november 2010.